# Wiesmann MF 3
Wiesmann MF 3 – sportowy samochód osobowy produkowany przez niemiecką firmę Wiesmann. Dostępny jako 2-drzwiowy roadster. Pod względem konstrukcyjnym jest zbliżony do modelu MF 30, różni się od niego silnikiem. Do napędu MF 3 użyto silnika BMW R6 o pojemności 3,2 litra. Moc przenoszona była na oś tylną poprzez 6-biegową manualną skrzynię biegów.

## Dane techniczne

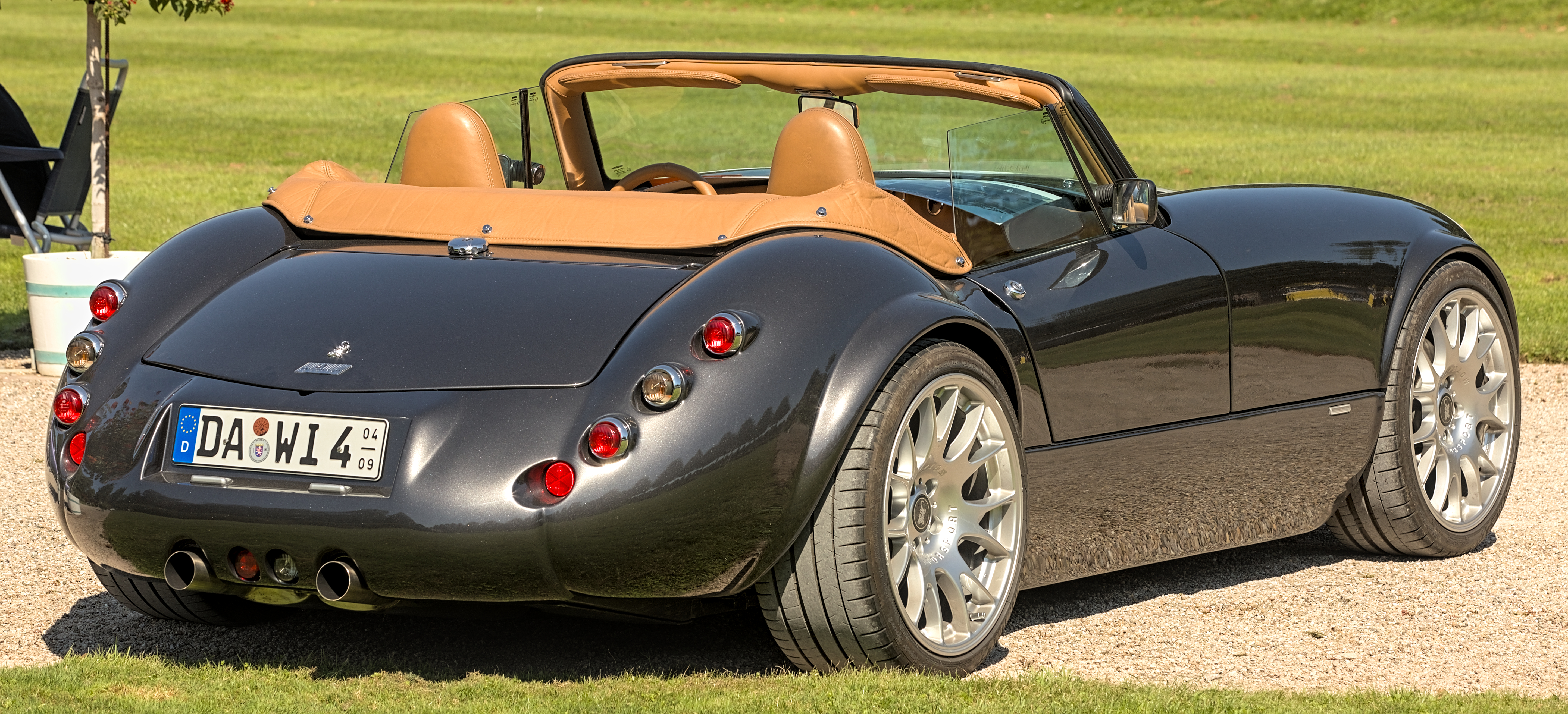
Wiesmann Roadster MF 3 - tył

### Silnik
- R6 S54 3,2 l (3246 cm³), 4 zawory na cylinder, DOHC
- Układ zasilania: wtrysk
- Średnica × skok tłoka: 87,00 mm × 91,00 mm
- Stopień sprężania: 11,5:1
- Moc maksymalna: 343 KM (252 kW) przy 7900 obr./min
- Maksymalny moment obrotowy: 365 N•m przy 4900 obr./min

### Osiągi
- Przyspieszenie 0-100 km/h: 4,9 s
- Prędkość maksymalna: 255 km/h